# Tricholomopsis ornata
Tricholomopsis ornata es una especie de Tricholomopsis ubicado en Europa.

## Galería

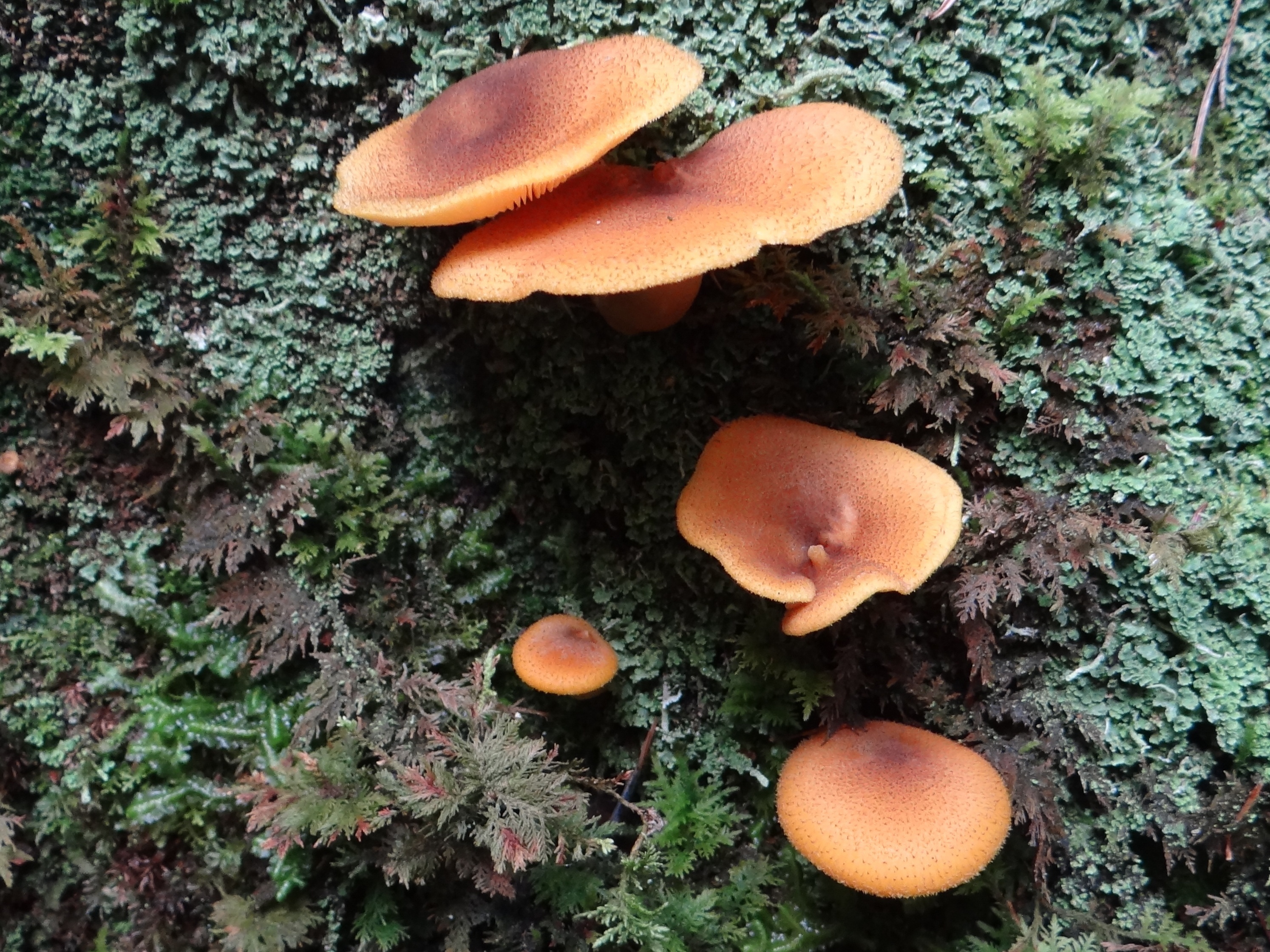
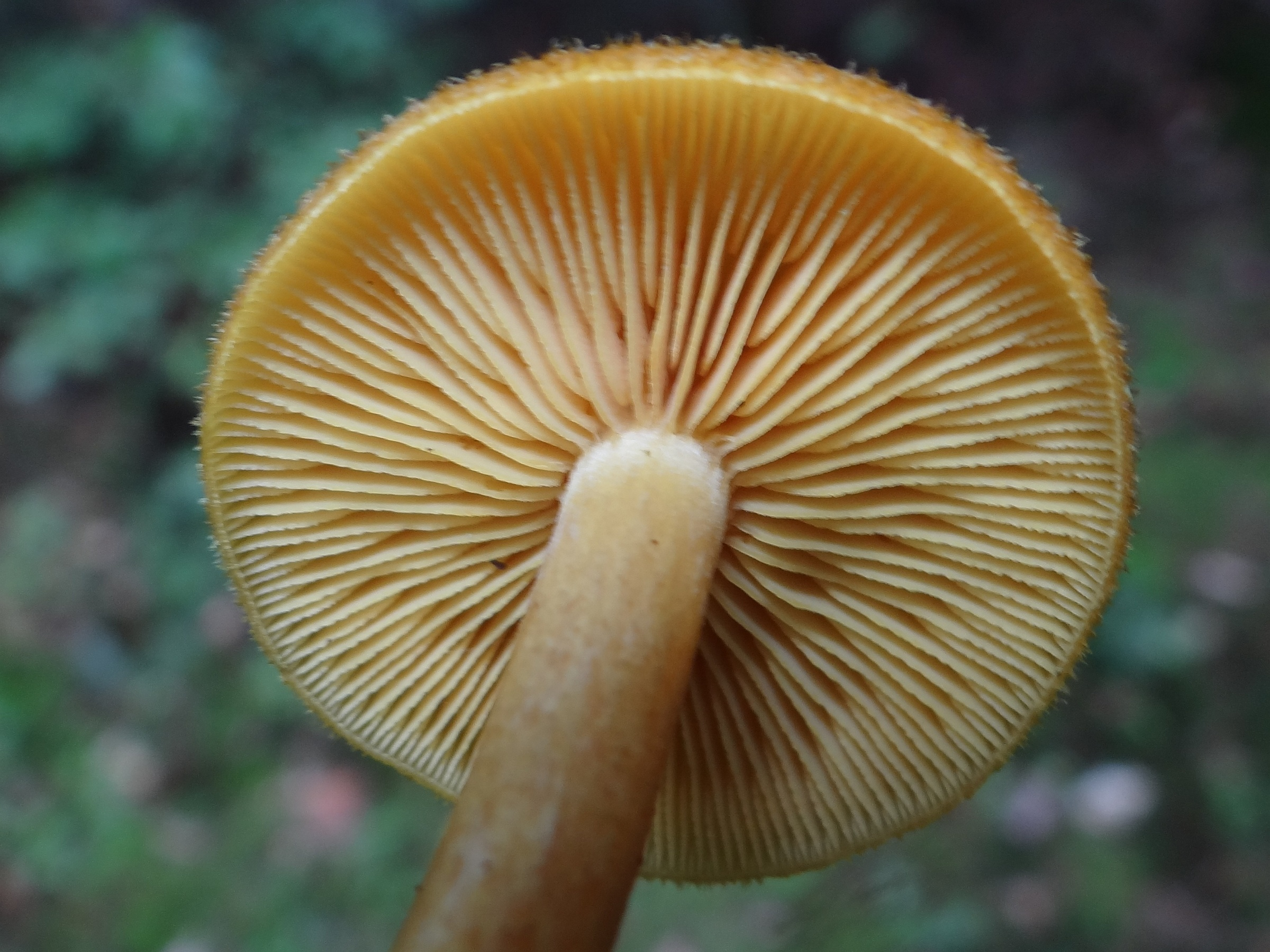
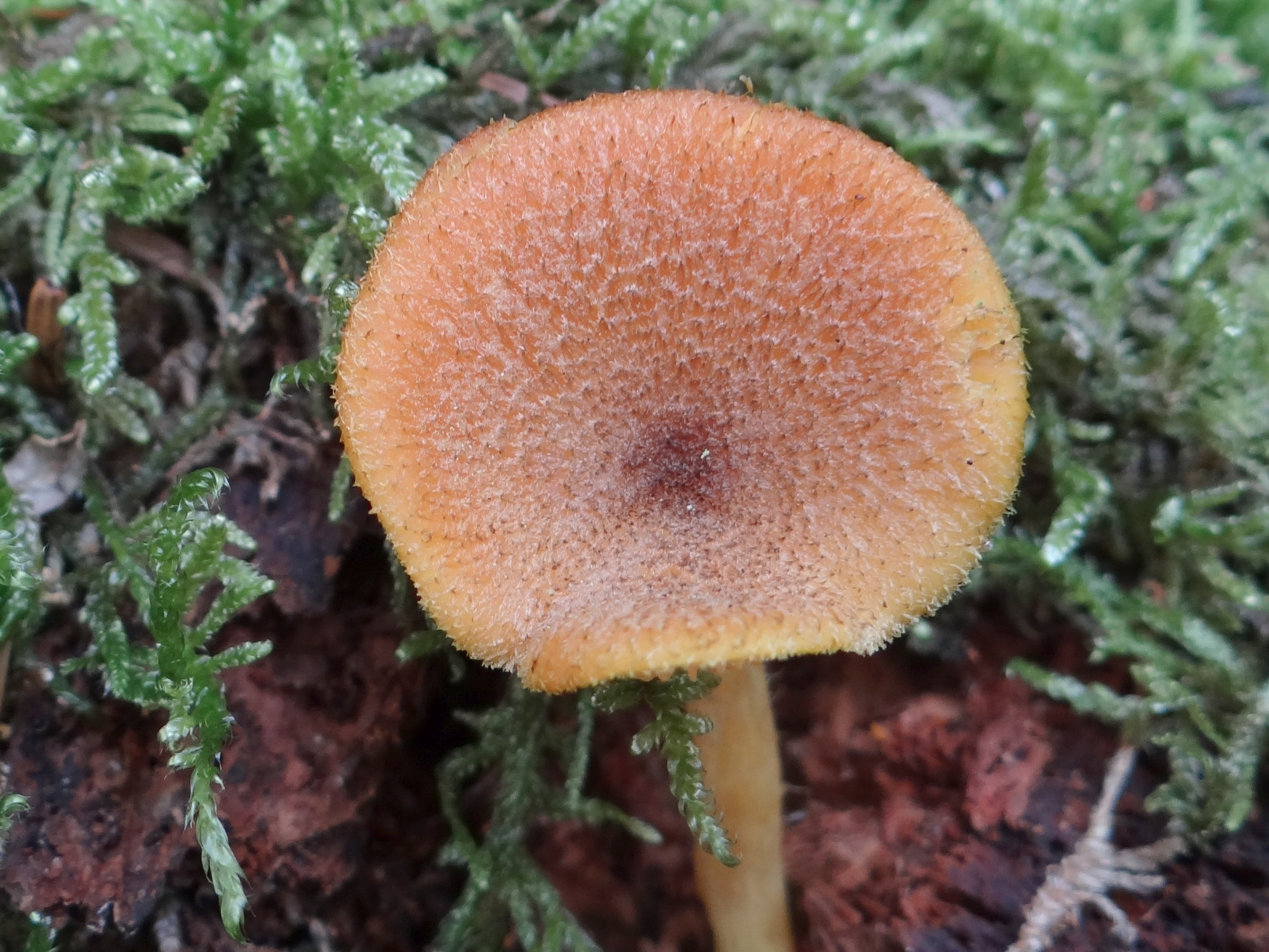